# علشان ربنا يحبك (فلم)
علشان ربنا يحبك فيلم مصري تم عرضه عام 2001، وهو أول تجربة سينمائية مصرية تعتمد على وجوه جديدة في جميع عناصر الفيلم من تمثيل وإدارة إنتاج وإدارة الإخراج والتصوير. يمثل الفيلم أحد أفلام العبث التي ظهرت في فترة التسعينات مثل سمك لبن تمر هندي وغيرها والتي حاولت أن تتبع نهج المدرسة العبثية في الكتابة والتي يمثلها في الأدب العربي توفيق الحكيم برائعته العبثية يا طالع الشجرة
يعيب على الفيلم انه لم يلتزم بالعبثية بشكل تام حيث وجد خط درامى واضح في الرواية المتمثل في صراع الازواج في الفيلم الذي يمثل الرابطة الأساسية للاحداث.

## فريق العمل

### التمثيل
- أحمد رزق
- جيهان راتب
- داليا البحيري
- لؤي عمران

سيناريو وإخراج: رأفت الميهي

إنتاج: ستوديو 13 للإنتاج والتوزيع السينمائي

التوزيع السينمائي: الشركة العربية للإنتاج والتوزيع السينمائي